# Panmixie
La panmixie, en génétique des populations, est le principe qui considère que les individus sont répartis de manière homogène au sein de la population et se reproduisent tous aléatoirement.

## Étymologie
Du grec pan-, tout, ensemble, et -mixie, mélange.

## Définition
En d'autres termes, on considère qu'il n'y a aucune sélection pré-zygotique, les gamètes de tous les individus de la génération considérée étant poolés. La formation de la génération suivante est donc le produit d'un tirage aléatoire dans ce pool gamétique.

Autrement dit encore, un individu appartenant à une population panmictique a autant de chances de se reproduire avec n'importe quel autre individu de cette population, au contraire de ce qui se passe dans les populations où des mâles ou femelles dominants jouent un rôle majeur en termes de reproduction.
Des études génétiques peuvent aider à déterminer le degré de panmixie d'une population.

## Principe de Hardy-Weinberg
La panmixie est l'une des hypothèses de travail du principe de Hardy-Weinberg.

## Implication enbiologie des populations
Les espèces panmictiques posent des problèmes particuliers de conservation, car ne pouvant être efficacement traités que sur une échelle globale. Parfois, au sein d'une même famille on peut identifier des espèces proches, les unes étant panmictiques, et les autres non. 
Par exemple, chez l'anguille, l'étude des microsatellites a montré que l'anguille européenne (Anguilla anguilla) n'est pas panmictique, mais qu'elle présente des isolats génétiques induits par la distance entre l'aire de vie et de reproduction (mer des sargasses), alors que l'anguille américaine (Anguilla rostrata) semble bien panmictique (avec aucun isolement par la distance détecté),. En Atlantique nord (Islande) des hybrides existent. Ces trois populations ont depuis les années 1970 perdu une grande partie de leur effectif, ce qui a déjà du se produire dans le passé selon les études de diversité génétique de ces espèces, avec un étranglement populationnel lors de la glaciation dite « du Wisconsin », ce qui laisse penser que l'anguille est particulièrement sensible aux changements climatiques qui, il y a 20 000 ans, ont affecté la force et la forme du Gulf Stream.